# Matheny
Matheny es un lugar designado por el censo ubicado en el condado de Tulare en el estado estadounidense de California. En el año 2010 tenía una población de 1.212 habitantes.

## Geografía
Matheny se encuentra ubicado en las coordenadas 36°10′14″N 119°21′5″O / 36.17056, -119.35139.